# Porte Jolly
La porte Jolly ou tour Joully est un élément des remparts de Charleville-Mézières, situé dans la commune française de Charleville-Mézières, en Ardennes.

## Histoire
La tour Jolly (ou « tour Jollie ») faisait partie des remparts de Mézières inscrits au titre des monuments historiques par arrêté du 27 septembre 1948.
D'après le plan de la ville de Mézières au début du XVIe siècle établi par René Robinet la porte Jolly (ou tour Jollie) était située face à la tour Cauchiette qui jouxte la porte de Theux (actuelle médiathèque), de l'autre côté du canal des moulins. 
Elle était un élément de l'enceinte autour du quartier d'entre-deux portes (porte de Bourgogne à l'est, porte Ardennaise disparue à l'ouest à l'emplacement du bâtiment des turbines Clément-Bayard) rasé en 1591 pour construire la citadelle.
La tour Jolly a disparu lors de la construction des fortifications bastionnées de la citadelle.